# Maria Solheim
Maria Solheim, född 19 januari 1982, är en norsk musiker. År 1999, då sjutton år gammal, fick hon skivkontrakt med Kirkelig Kulturverksted och hennes debutalbum Barefoot släpptes två år senare. 
Hon gav ut fyra album på sex år från hon var 18 år gamnal och turnérade i USA och Japan. År 2006 tog hon paus från musiken och började att studera men sex år senare tog hon upp musiken på nytt och släppte albumet In The Deep

## Diskografi
Studioalbum
- 2001 – Barefoot
- 2002 – Behind Closed Doors
- 2004 – Frail
- 2006 – Will There Be Spring
- 2012 – In the Deep
- 2016 – Kaptein Snabelbæsj og Hjertetyven (med Silje Sirnes Winje)
- 2018 – Stories of New Mornings

Singlar
- 2001 – "Barefoot" (promo)
- 2001 – "Lady of My Life" (promo)
- 2002 – "Two Minutes and Ten Hours" (promo)
- 2004 – "Too Many Days"
- 2005 – "Where Do People Go" (promo)
- 2007 – "Wildest Day"
- 2009 – "Rom for alle" (med Hans-Erik Dyvik Husby)
- 2012 – "Trompesang" (med Silje Sirnes Winje)
- 2016 – "Stjerna" (med Silje Sirnes Winje)
- 2017 – "Ei kvinnehand"
- 2017 – "I Wish I Were In a Band"
- 2018 – "Emelie"